# Dyschloropsis impararia
Dyschloropsis impararia là một loài bướm đêm trong họ Geometridae.